# Диспур
Диспур (хинди: दिसपुर) е град и административен център на щат Асам, Индия.